# Fuencaliente
Fuencaliente è un comune spagnolo di 1 082 abitanti situato nella comunità autonoma di Castiglia-La Mancia.